# Marine One

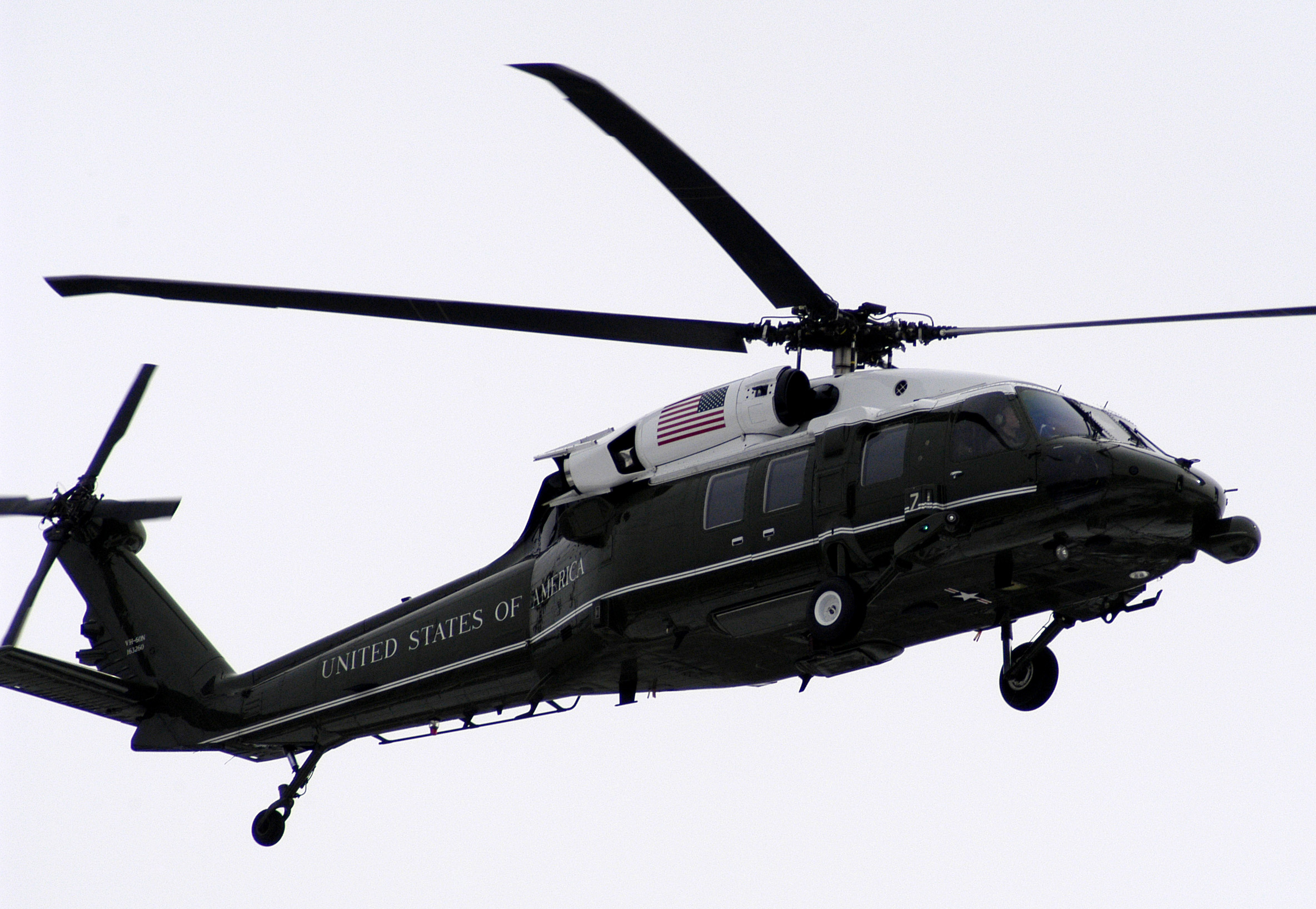
VH-60N nad Washingtonem, D.C.

Marine One je volací znak letadla United States Marine Corps Aviation, na jehož palubě se nachází prezident Spojených států amerických.
Marine Two je označení letadla, na jehož palubě se nachází viceprezident Spojených států amerických.
Obvykle označuje helikoptéru perutě HMX-1 „Nighthawks“, buď větší VH-3D nebo novější a menší  VH-60N “White Hawk”.

## Historie
Roku 1957 prezident Dwight D. Eisenhower používal H-13 Sioux, od roku 1958 byl používán H-34 a roku 1961 Sea King VH-3A.